# Toxorhina luteibasis
Toxorhina luteibasis är en tvåvingeart som beskrevs av Alexander 1962. Toxorhina luteibasis ingår i släktet Toxorhina och familjen småharkrankar. Inga underarter finns listade i Catalogue of Life.